# Tandem (песня)
«Tandem» — песня Ванессы Паради, первый сингл с её альбома 1990 года Variations sur le même t’aime. Как и другие песни на этом альбоме, была написана Сержем Генсбуром (стихи) и Франком Лангольфом (музыка) и спродюсирована Франком Лангольфом.
Видеоклип к песне был снят режиссёром Жаном-Батистом Мондино. «Лаконичные чёрно-белые образы», чёрный фон, максимальный контраст, чувственная эстетика — «режиссер ломал устоявшиеся каноны», — рассказывает французский журналист Филлип Пийон. Гитаристка, снявшаяся в клипе топлесс, — это шведская фотомодель Эмма Шёберг.
Песня не снискала ожидаемого успеха. «Слишком роковая? Слишком напористо чувственная? Не соответствующая [полюбившемуся] образу маленькой девочки из „Joe le taxi?», — задаётся вопросом  всё тот же французский журналист. Видеоклип же был в 1991 году отмечен премией Victoires de la musique в номинации «Лучший видеоклип года».

## Внешние ссылки
- Видеоклип на «Ютюбе»